# Eugène Teisseire
Pour les articles homonymes, voir Teisseire.
Eugène Teisseire, né le 7 mars 1939 à Nice (Alpes-Maritimes) et mort le 24 septembre 2017 à La Seyne-sur-Mer, est un homme politique français.

## Biographie
Il devient député lorsque Daniel Benoist entre dans le gouvernement Mauroy II comme secrétaire d’État le 8 décembre 1982 à la suite d'un remaniement ministériel.

## Détail des fonctions et des mandats
Mandats locaux
1971 élu maire d'Alluy
- 1983 - 1989 : maire d'Alluy
- 1989 - 1995 : maire d'Alluy
- 1995 - 2001 : maire d'Alluy
- 2001 - 2008 : maire d'Alluy
- 1982 - 1988 : conseiller général du canton de Châtillon-en-Bazois
- 1988 - 1994 : conseiller général du canton de Châtillon-en-Bazois
- 1994 - 2001 : conseiller général du canton de Châtillon-en-Bazois

Mandat parlementaire
- 9 janvier 1983 - 1er avril 1986 : député de la 1re circonscription de la Nièvre en remplacement de Daniel Benoist nommé au gouvernement